# Janez Gregorc
Janez Gregorc, slovenski skladatelj in glasbeni producent, * 20. junij 1934,  Ljubljana, † 6. november 2012, Ljubljana.

## Življenjepis
Študij kompozicije je leta 1963 končal na Akademiji za glasbo v Ljubljani, izpopolnjeval se je na Berklee College of Music v ZDA. Gregorc je eden izmed pionirjev slovenskega jazza. Zaslovel je z glasbo za balet Žica, za suito z istim naslovom je leta 1992 prejel nagrado Prešernovega sklada. Med bolj znanimi filmi pri katerih je sodeloval so še Ubij me nežno, Begunec, Zrakoplov, To so gadi, Gala in Ljubezni Blanke Kolak. S svojimi skladbami je na slovenski glasbeni sceni zelo razpoznaven.
Njegov oče je bil Janko Gregorc, skladatelj in klarinetist.

## Izbrana diskografija
- Ko pride lev (1972)
- Žica (1978)
- Wick (1978)
- Cockpit (1985)
- Prelude to Summer (1991)
- Perpetuum (1995)
- Filmska glasba (1997)
- Hiša zvoka (1999)
- Kaj ti je deklica (2000)
- Nori malar (2003)
- Za naju (2007)
- aMate (2011)